# Малый Хада-Булак
Малый Хада-Булак — село в Борзинском районе Забайкальского края России, входит в состав сельского поселения «Хада-Булакское».

## География
Село находится в северной части района, на берегах пади Мужиха, на расстоянии примерно 23 км (по прямой) к северу от города Борзя, административного центра района. Составляет единый жилой массив с селом Хада-Булак.

### Климат
Климат характеризуется как резко континентальный с продолжительной морозной и малоснежной зимой и тёплым (временами жарким), неравномерно увлажнённым летом. Средняя температура воздуха самого холодного месяца (января) составляет от −26 °C до −29 °C; средняя температура самого тёплого месяца (июля) — 19 — 21 °C. Среднегодовое количество атмосферных осадков составляет 250—310 мм.

### Часовой пояс
Село Малый Хада-Булак находится в часовой зоне МСК+6. Смещение применяемого времени относительно UTC составляет +9:00.

## История
Село основано в 2013 году путём выделения южной и юго-западной части села Хада-Булак в отдельный населённый пункт. На федеральном уровне присвоение соответствующего наименования было принято распоряжением Правительства России от 26 февраля 2015 года № 306-Р.

## Население
| 2021 |
| ---- |
| 10   |